# Rafael Bosch Sans
Rafael Àngel Bosch i Sans (Palma, 5 d'abril del 1959) és un polític mallorquí. De formació, és llicenciat en Ciències Químiques i màster en Informàtica de Gestió de la Universitat de les Illes Balears. Ha dirigit els centres Sant Francesc (1981-1997) i Lluís Vives (1997-2011) de Palma.
En política, ha ocupat els següents càrrecs:
- Director de l'àrea de Participació Ciutadana de l'Ajuntament de Palma (1999-2003)
- Director general de Planificació i Centres educatius (2003-2007)
- Conseller del Consell de Mallorca (2003-2011).
- Conseller d'Educació, Cultura i Universitats (2011-2013)

El 2 de maig de 2013 va ser destituït com a conseller d'Educació, Cultura i Universitats del Govern de les Illes Balears, mesos després d'aprovar el decret que posà fi al model educatiu d'immersió lingüística en català a les Illes Balears.